# Moraviaj Esperanto-Pioniroj
Moraviaj Esperanto-Pioniroj bylo významné esperantské vydavatelství v Olomouci mezi první a druhou světovou válkou.
Zakladatelé Jaroslav Masný, Antonín Kudela a Albín Neužil byli zároveň také překladatelé následujících děl:
- RUR (K. Čapka)
- NOVELOJ (Novely Karla Matěje Čapka-Choda)
- DU NOVELOJ (Dvě novely J. Sumína a Růženy Svobodové)
- KIEL FARIĜI KREANTO FACILE KAJ RAPIDE (Jak se stát tvůrcem snadno a rychle od Petra Dena)
- MALRIĈA KNABO, KIU GLORIĜIS (Chudý chlapec, který se proslavil od Jana Herbena)
- FOKSO-NUKSO (Foxl-Voříšek od Ignáta Hermana)
- MI EN LI (Já v něm od Ladislava Vladyky)
- TRIDEK JAROJN EN LA ORA NORDO (Třicet let na zlatém severu od Jana Eskymo Welzla)
- HOMOJ SUR FLOS-GLACIO (Lidé na kře Viléma Wernera)
- LA KOBOLDO ONDRA (Skřítek Ondra od Jiřího Mahena).